# Lotus borbasii
Lotus borbasii là một loài thực vật có hoa trong họ Đậu. Loài này được Ujhelyi miêu tả khoa học đầu tiên.